# Ramon Llorens
Ramon Llorens Pujadas (* 1. November 1906 in Barcelona; † 1985) war ein spanischer Fußballtorwart und -trainer.

## Karriere
Llorens spielte bereits ab 1921 für den FC Barcelona und stieß 1925 zur ersten Mannschaft. Ab 1929, als die spanische Primera División ihren Ligabetrieb aufnahm, war Llorens die größte Zeit nur noch als Ersatztorwart tätig. Sein erstes Ligaspiel absolvierte er in der Saison 1929/30 am 5. Januar 1930 beim 4:2-Sieg gegen Atlético Madrid. In der darauffolgenden Saison kam Llorens sechsmal zum Einsatz, darunter auch beim 1:12 gegen Athletic Bilbao, Barças bisher höchste Liganiederlage. Sein nächstes und gleichzeitig auch letztes Ligaspiel folgte über vier Jahre später in der Saison 1935/36 beim 0:4 gegen Racing Santander. Insgesamt spielte er 15 Jahre lang für den FC Barcelona und bestritt in dieser Zeit 98 Spiele als Profi. Mit Barcelona gewann er je einmal die spanische Meisterschaft, den spanischen Pokal und achtmal die katalanische Meisterschaft.
Nachdem er beim FC Barcelona zunächst als Assistenztrainer tätig gewesen war, wurde er 1950 zum Chefcoach ernannt. Er übernahm das Traineramt von Enrique Fernández kurz vor Ende der Saison 1949/50, die Barcelona als Fünfter der Tabelle abschloss. Nach dieser Saison fand Barcelona in Ferdinand Daučík bereits einen neuen Trainer.

## Erfolge
Spieler:
- Spanische Meisterschaft: 1929
- Copa del Rey: 1926, 1928
- Katalanische Meisterschaft: 1926, 1927, 1928, 1930, 1931, 1932, 1935, 1936